# Gerufa macrops
Gerufa macrops är en kräftdjursart som beskrevs av Barnard 1932. Gerufa macrops ingår i släktet Gerufa och familjen myrbogråsuggor. Inga underarter finns listade i Catalogue of Life.